# Баешу, Аурел
Аурел Баешу (26 мая 1896 — 24 августа 1928) — румынский художник-импрессионист, работавший в пейзажном и портретном жанрах.

## Биография
Отец Аурела Баешу был государственным служащим в префектуре Сучава. Мать умерла, когда Аурелу было девять лет, и его воспитывала бабушка.
С 1907 по 1912 годы он посещал гимназию имени Александру Донича в своём родном городе и уже в школьные годы проявил способности к рисованию. После окончания учебы он поступил в Школу изящных искусств в Яссах, где учился у Константина Артачино (рум. Constantin Artachino) и Георгия Поповича. В 1915 году молодой живописец получил награду Румынской академии за портрет французского художника Леконта де Нуи, который подолгу жил в Румынии.
Во время Первой мировой войны Аурел Баешу был мобилизован, но в последний момент был отправлен в тыл, а не на фронт. В 1917 году Генеральный штаб издал циркуляр с требованием мобилизовать всех художников в Яссы для создания произведений искусства на сюжеты, вдохновленные реалиями войны. Таким образом Баешу присоединился к нескольким другим художникам, документировавшим войну. Условия жизни в эти годы были непростые, что подорвало здоровье художника и привело к заболеванию пневмонией.
В 1920 году при поддержке членов Академии, Баешу едет в Италию, чтобы пройти бесплатные курсы живописи в Институте изящных искусств в Риме. В Италии художник находился два года. Спустя некоторое время он продолжил путешествовать по Европе, побывав в Словении, Венгрии и Франции.
На протяжении многих лет Аурел был влюблён в Лию Садовяну, дочь писателя Михаила Садовяну, но не делал ей предложения из-за своего шаткого финансового положения.
Заболев туберкулёзом, художник скончался 24 августа 1928 года и был похоронен на кладбище в районе Валя Вей Пьятра-Нямца.

## Галерея
- Монах Влахутца
- Утренний свет
- Лето
- Дом крестьянина